# Edmund Forster
Edmund Robert Forster (* 3. September 1878 in München; † 11. September 1933 in Greifswald) war ein deutscher Psychiater und Neurologe und Direktor der Universitäts-Nervenklinik Greifswald. Nach der Machtergreifung 1933 wurde er am 31. August unter vorgeschobenen Vorwürfen seines Postens enthoben. Danach beging er Suizid.

## Leben und Arbeit
Sein Vater war Josef Forster, Mediziner und später Professor an der Universität Straßburg. Edmund Forster studierte Medizin an verschiedenen Universitäten. 1901 promovierte er an der Universität Straßburg mit einer Arbeit auf dem Gebiet der Neurophysiologie. Ab 1909 war er Dozent an der Charité, ab 1913 dort außerordentlicher Professor. Nach Beginn des Ersten Weltkriegs wurde Forster Marinearzt. Ab 1915 wurde er in Belgien eingesetzt, wo er zum Marine-Stabsarzt befördert und mit dem Eisernen Kreuz  I. Klasse ausgezeichnet wurde. Später war er möglicherweise im Reservelazarett Pasewalk.
Am 30. April 1925 wurde Forster Professor für Psychiatrie an der Universität Greifswald und Direktor der Universitäts-Nervenklinik. Gleichzeitig wurde er außerordentliches Mitglied des Wissenschaftlichen Senats für das Heeressanitätswesen. 1933 – nach dem nationalsozialistischen Regierungsantritt – wurde Forster beschuldigt, jüdische Ärzte zu bevorzugen. Am 31. August 1933 wurde er wegen angeblicher Äußerungen gegen den Nationalsozialismus vom Dienst suspendiert und beging einige Tage später Suizid. Forster hinterließ zwei Söhne, darunter Balduin Forster, der Professor für Rechtsmedizin an der Universität Freiburg wurde.

## Die angebliche Behandlung Hitlers
→ Siehe auch: Hitler im Reservelazarett Pasewalk
Nach einer Senfgasvergiftung, die Hitler sich während einer Abwehrschlacht in Flandern zuzog, wurde er im Oktober 1918 zur Behandlung in das 800 km entfernte Militärlazarett Pasewalk gebracht. Wegen welcher Beschwerden er dort behandelt wurde, lässt sich heute nicht mehr nachweisen, denn Hitlers Krankenblatt galt bereits Ende der 1920er Jahre als verschollen. In Mein Kampf berichtete Hitler, er sei nach dem Gasangriff erblindet, sei dann genesen, habe nach Empfang der Nachricht von der Kriegsniederlage und Novemberrevolution aber einen Rückfall erlitten. Da Hitler seine vorübergehende erneute Erblindung als den dramatischen Wendepunkt darstellt, an dem er seine schicksalhafte Berufung gespürt habe, in die Politik zu gehen und Deutschland zu „erretten“, haben auch seine ersten Biographen die Pasewalk-Episode stark akzentuiert.
Es sind keinerlei Dokumente erhalten, mit denen sich nachweisen ließe, dass Forster und der zu diesem Zeitpunkt noch gänzlich unbekannte Hitler einander in Pasewalk wirklich begegnet sind. Als der Nachrichtendienst des US-Kriegsministeriums (OSS) 1943 einen psychologischen Bericht über die Persönlichkeit Hitlers zu erstellen versuchte, gab der im isländischen Exil lebende Arzt Karl Kroner den Amerikanern jedoch zu Protokoll, dass Forster Hitler in Pasewalk untersucht und ihm die Diagnose „Hysterie“ gestellt habe. Unabhängig von Kroner schrieb Ernst Weiß 1939 einen Roman (Ich, der Augenzeuge), in dem er in Form einer fiktiven ärztlichen Autobiographie von der „Heilung“ eines „hysterischen“ Kriegsblinden A. H. in einem Reichswehrlazarett berichtete. Nachdem der OSS-Bericht Anfang der 1970er Jahre freigegeben wurde, regte er eine ganze Serie von Hitler-Psychopathographien an, die – wie Jan Armbruster 2009 aufgewiesen hat – ihre Details und ihren Grundton jedoch vor allem Weiß’ Roman entliehen.
Daraus entstand unter anderem auch die Interpretation, dass Forster von den Nationalsozialisten 1933 in den Selbstmord getrieben worden sei, weil er Insiderkenntnisse über Hitler besaß, die unterdrückt werden sollten.

## Schriften
- Hysterische Reaktion und Simulation. In: Monatsschrift für Psychiatrie und Neurologie. Band 42, 1917, H. 5, S. 298–324, und H. 6, S. 370–381.
- Liquor, Hirnpunktion, Röntgenologie. In Max Lewandowsky (Hrsg.): Handbuch der Neurologie. Teilband Allgemeine Neurologie VII/2: Allgemeine Symptomatologie Einschl. Untersuchungsmethoden V/. Springer Verlag, Berlin u. a. 1936.